# Copa FA de Maldivas
La Copa FA de Maldivas es el principal torneo de eliminación directa a nivel de clubes de las Islas Maldivas, el cual fue creado en el año 1988 y es organizado por la Asociación de Fútbol de las Maldivas.

## Lista de Campeones
| 1988 | Club Valencia | Venció a       | New Radiant    |              |              |
| 1989 | New Radiant   | Venció a       | Victory SC     |              |              |
| 1990 | Club Lagoons  | Venció a       | New Radiant    |              |              |
| 1991 | New Radiant   | Venció a       | Club Lagoons   |              |              |
| 1992 | Club Lagoons  | Venció a       | Club Valencia  |              |              |
| 1993 | Victory SC    | Venció a       | Club Lagoons   |              |              |
| 1994 | New Radiant   | Venció a       | Club Valencia  |              |              |
| 1995 | Club Valencia | 1-0            | New Radiant    |              |              |
| 1996 | New Radiant   | Venció a       | Victory SC     |              |              |
| 1997 | New Radiant   | 2-0            | Club Valencia  |              |              |
| 1998 | New Radiant   | 1-0            | Hurriyya       |              |              |
| 1999 | Club Valencia | 2-2, 2-1       | New Radiant    |              |              |
| 2000 | Victory SC    | 3-0            | Hurriyya       |              |              |
| 2001 | New Radiant   | 1-1, 2-0       | Club Valencia  |              |              |
| 2002 | Island FC     | 2-0            | New Radiant    |              |              |
| 2003 | Island FC     | 1-0            | Club Valencia  |              |              |
| 2004 | Club Valencia | 2-0            | Victory SC     |              |              |
| 2005 | New Radiant   | 2-0            | Club Valencia  |              |              |
| 2006 | New Radiant   | 2-0            | Club Valencia  |              |              |
| 2007 | New Radiant   | 2-0            | Club Valencia  |              |              |
| 2008 | VB Sports     | 1-0            | New Radiant    |              |              |
| 2009 | Victory SC    | 2-0            | VB Sports      |              |              |
| 2010 | Victory SC    | 2-1            | New Radiant    |              |              |
| 2011 | VB Sports     | 6-4 (t.e.)     | Maziya S&RC    |              |              |
| 2012 | Maziya S&RC   | 2-1            | Club Eagles    |              |              |
| 2013 | New Radiant   | 1-0            | Maziya S&RC    |              |              |
| 2014 | Maziya S&RC   | 0-0 (4-3 pen.) | New Radiant    |              |              |
| 2015 | No disputada  | No disputada   | No disputada   | No disputada | No disputada |
| 2016 | Club Valencia | 3-1            | TC Sports Club |              |              |
| 2017 | New Radiant   | 2-2 (4-2 pen.) | TC Sports Club |              |              |
| 2018 | No disputada  | No disputada   | No disputada   | No disputada | No disputada |

## Títulos por club
| Club          | Campeón | Años campeón                                                           |
| ------------- | ------- | ---------------------------------------------------------------------- |
| New Radiant   | 12      | 1989, 1991, 1994, 1996, 1997, 1998, 2001, 2005, 2006, 2007, 2013, 2017 |
| Club Valencia | 5       | 1988, 1995, 1999, 2004, 2016                                           |
| Victory SC    | 4       | 1993, 2000, 2009, 2010                                                 |
| VB Sports1    | 4       | 2002, 2003, 2008, 2011                                                 |
| Club Lagoons  | 2       | 1990, 1992                                                             |
| Maziya S&RC   | 2       | 2012, 2014                                                             |

1- Incluye al Island FC.